# 데그라시: 넥스트 클래스
《데그라시: 넥스트 클래스》(영어: Degrassi: Next Class)는 2016년부터 현재까지 방영된 캐나다의 십대 드라마이다.